# Paweł Wszołek
Paweł Wszołek (født 30. april 1992 i Tczew, Polen) er en polsk fodboldspiller, der spiller som Midtbanespiller i Legia Warszawa.